# Christ Church, Highbury
Christ Church är en kyrka som ligger i stadsdelen Highbury i Borough of Islington i London. Kyrkan tillhör Engelska kyrkans dekanat i Islington.

## Kyrkobyggnaden
Kyrkan uppfördes efter ritningar av arkitekt Thomas Allom och invigdes 1848. En läktare byggdes till 1872.